# Cellach
Cellach mac Máele Coba (... – 658 circa) si ritiene sia stato uno dei sovrani supremi irlandesi.
Cellach era figlio di Máel Coba mac Áedo e apparteneva ai Cenél Conaill, ramo degli Uí Néill del nord. Secondo gli annali irlandesi che derivano dalla Cronaca d'Irlanda, sarebbe stato re supremo insieme al fratello Conall Cáel dopo la morte del cugino Domnall mac Áedo nel 642. Conall Cáel fu ucciso nel 654 da Diarmait, figlio di Áed Sláine, mentre Cellach morì nel 658 forse a Bru na Bóinne.